# 天岩戸神社 (福知山市)
天岩戸神社（あまのいわとじんじゃ）は、京都府福知山市大江町佛性寺にある神社。

## 概要
市内大江地域にある元伊勢三社のうちの一社（詳細は皇大神社を参照）。当社は皇大神社の奥宮とされる。
| 福知山市大江町の元伊勢三社 | 福知山市大江町の元伊勢三社 | 福知山市大江町の元伊勢三社             |
| -------------------------- | -------------------------- | -------------------------------------- |
| 皇大神社                   | 福知山市大江町内宮         | 皇大神宮（伊勢神宮内宮）の元宮伝承地   |
| 豊受大神社                 | 福知山市大江町天田内       | 豊受大神宮（伊勢神宮外宮）の元宮伝承地 |
| 天岩戸神社                 | 福知山市大江町佛性寺       | 皇大神社奥宮                           |

## 祭神
- 櫛御毛奴命

または、櫛岩窓戸命・豊岩窓戸命の2神とも。

## 境内
社殿の裏手に御座石があり、これを磐座として祀っている。
社殿は岩盤の上に建てられており、参拝するためには備え付けの鎖で登る必要がある。

## 現地情報
所在地
- 京都府福知山市大江町佛性寺字日浦ケ嶽206-1

交通アクセス
- 最寄駅：京都丹後鉄道宮福線 大江山口内宮駅 （徒歩約20分）

周辺
- 皇大神社

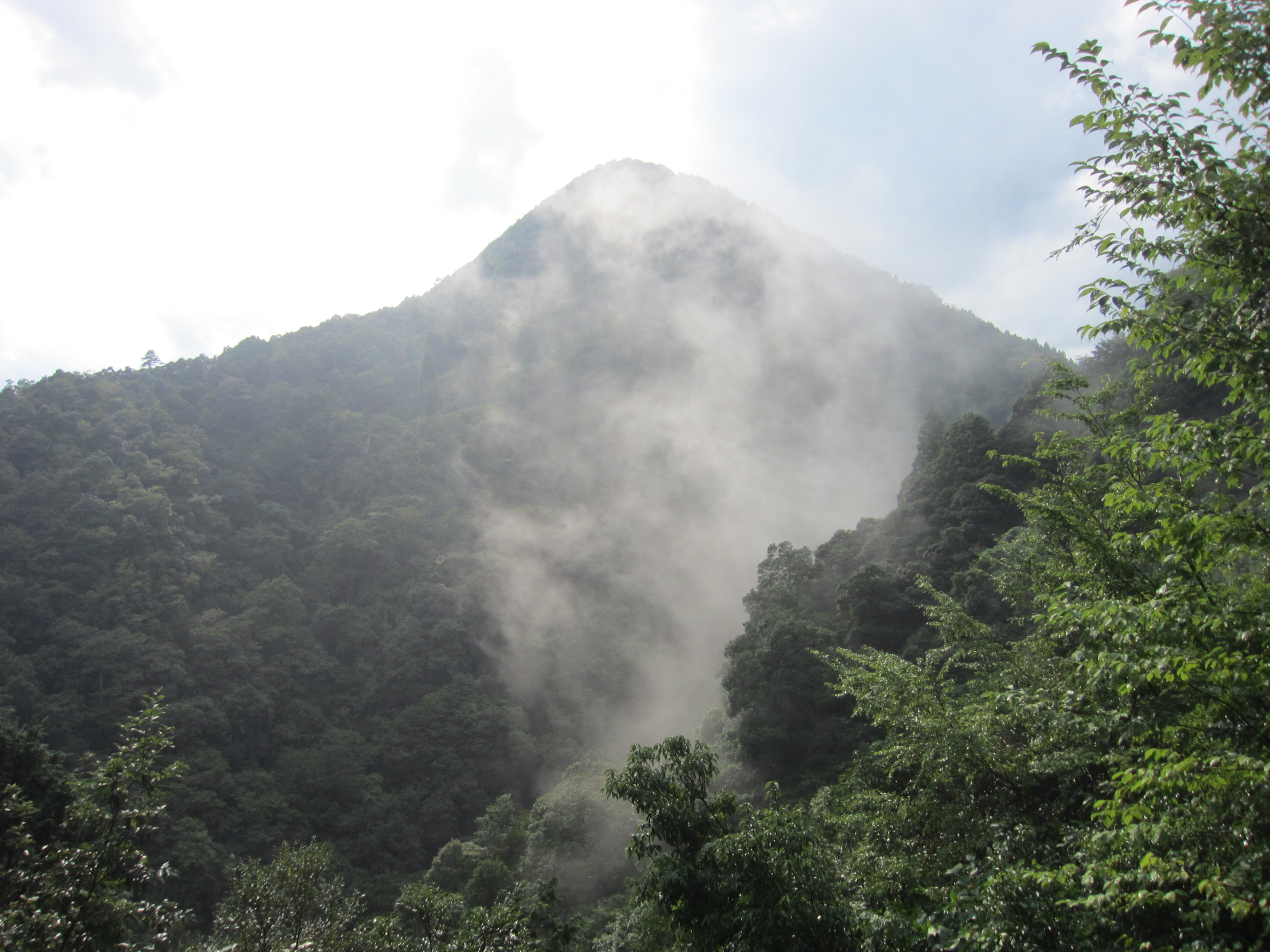
岩戸山（神奈備）

- 岩戸山（城山、日室ヶ嶽とも） - 錐形をなす山。古代より信仰され、禁足地。神が降臨したと伝えられ[1]、頂上付近には岩の祭祀跡があるとされる。京都府歴史的自然環境保全地域に指定